# Дідів Яр
Дідів Яр — колишнє село в Україні.
Підпорядковувалося Бодаквянській сільській раді Лохвицького району Полтавської області. 
27 квітня 2004 року рішенням Полтавської обласної ради село виключене з облікових даних.